# Artilleriewerk Bödeli

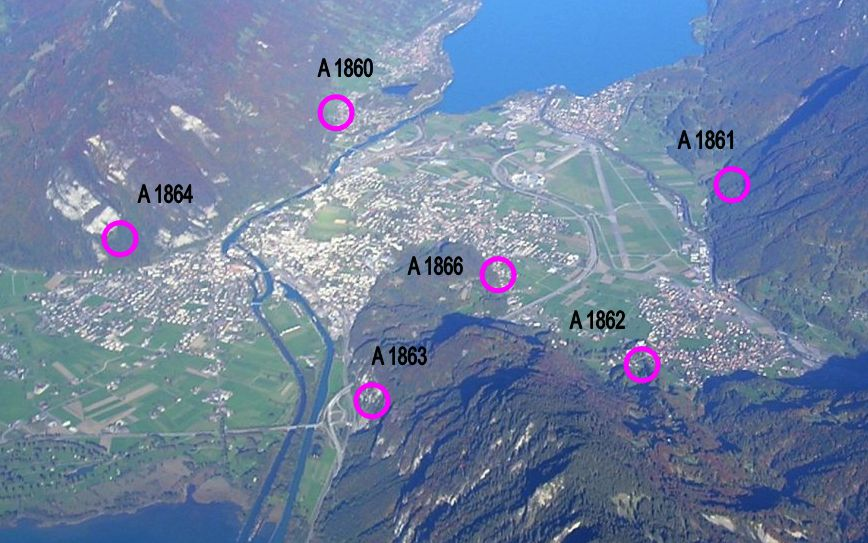
Artilleriewerke Bödeli aus 4000 m Höhe mit ehemaligem Reduit-Flugplatz Interlaken

Das Artilleriewerk Bödeli der Schweizer Armee (Armeebezeichnung «Bödeliwerke» A 1860–64/A 1866, früher 301) besteht aus fünf Felswerken rund um das Bödeli bei Interlaken zwischen dem Thunersee und Brienzersee  im Berner Oberland. Es war Teil der Sperrstelle Interlaken (Armeebezeichnung Nr. 2135) und unterstand der Reduitbrigade 21.
Anstelle einer Umrüstung mit 10,5 cm-Kanonen, wie es bei einigen anderen Artilleriewerken stattfand, wurden die ab 1941 erstellten Werke in den 1970er Jahren ausgemustert.

## Geschichte
Den Anstoss zum Bau des Werks gab die von General Guisan befohlene neue Armeestellung im Reduit (Operationsbefehle Nr. 11, 12, 13). Damit wurde der Thunersee Teil der Reduitgrenze. Die Verstärkung der Feuerkraft auf dem Bödeli erfolgte aufgrund des neuen Reduit-Flugplatzes Interlaken sowie des im April 1941 bezogenen Hauptquartiers des Generals in der Villa Cranz in Interlaken, wo sich seit dem Herbst 1939 der Armeestab befand.

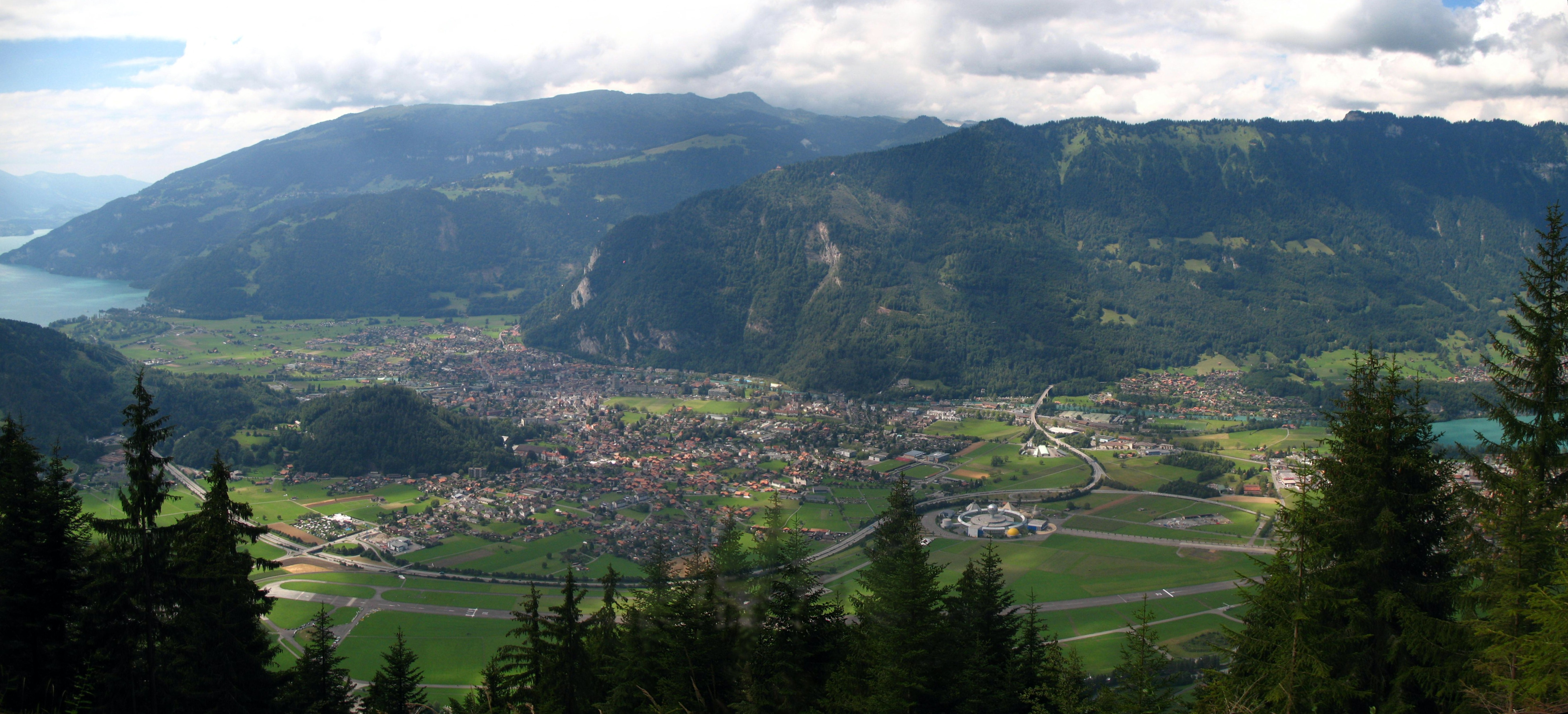
Bödeli mit Harder, Interlaken, Matten, Goldswil

Zu den Bödeliwerke gehören die fünf Artilleriewerke
- Goldswil (A 1860) ⊙
- Aenderberg (A 1861) ⊙
- Wilderswil (A 1862) ⊙
- Lütscheren (A 1863) ⊙
- Kammfluh (A 1864), Harder ob Interlaken ⊙
- Kommandoposten Kaufmannstollen (A 1866) in Matten bei Interlaken ⊙, als gemeinsame Feuerleitstelle.

Die fünf Werke wurden von der Artilleriewerkbesatzung 301 (ab 1942, Kommandant Elmer), Festungsartilleriekompanie 78 (ab Februar 1948, Kommandant Fritz Krähenbühl) Festungskompanie III/14 betrieben. Im Kalten Krieg wurde die Anlage durch die Festungsabteilung 14 (erhielt später die Nummer 24) und zuletzt durch Einheiten der Festungsartillerieabteilung 15 betrieben.

## Bewaffnung und Infrastruktur der Festungen
Die Werke befinden sich in den Felswänden rund um das Bödeli. Der Zugang erfolgte über steile Waldwege oder senkrechte Leitern direkt an der Felswand.
Die Werke waren zuletzt mit je zwei 7,5-cm-Feldkanonen 03/22 ausgerüstet. Laut ursprünglichen Pläne sollten 34 mm Flab-Kanonen verbaut werden. Damit sollten feindliche Flugzeuge in der Luft beschossen werden. Die Aufgabe der Werke wurde jedoch auf Bodenbeschuss von gelandeten Flugzeugen und Truppen abgeändert. Ab ca. Dezember 1941 nannte sich das Bödeliwerk «Artilleriewerk 301». Mit den Feldkanonen konnte auch bei schlechter Sicht nach Panoramatafeln geschossen werden. Das Feuer wurde zentral vom Kommandoposten Kaufmannstollen in Matten geleitet. Neben den je zwei Kampfständen gab es in den fünf Werken nur noch einen Raum, der als Unterkunft, Küche und Feuerleitstelle dienen musste. Die Kriegsmunition war bei den Geschützständen deponiert, da es keine Munitionsmagazine gab.

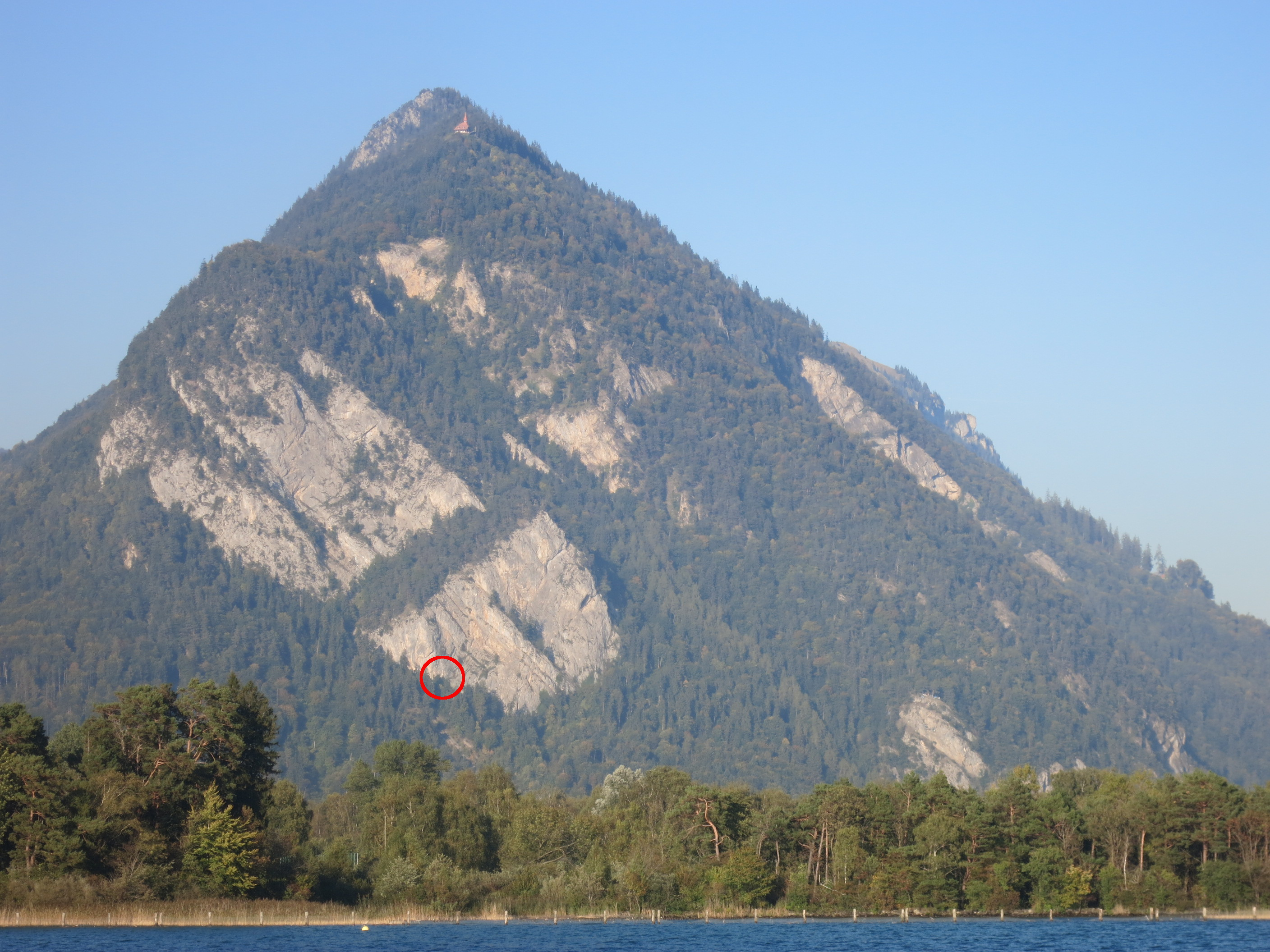
Artilleriewerk Kammfluh mit Harder

Beim Artilleriewerk Kammfluh erfolgte der Zugang aussen an der Felswand über steile Metallleitern.
Das Geschütz 1 hatte die Lafette Nr. 41 (Typ 3) und das Rohr 140, Geschütz 2 die Lafette Nr. 42 und Rohr Nr. 141. In diesem Werk sollte nach der Stilllegung durch ein Projekt ein Winterquartier für Fledermäuse eingerichtet werden. Diese Pläne zerschlugen sich. Der neu gegründete Verein IG Bödeli-Werke verhinderte die endgültige Eliminierung des AW Kammfluh und begann das leere Werk unter anderem mit einer 7,5 cm Kanone wieder einzurichten.

## Armeehauptquartier

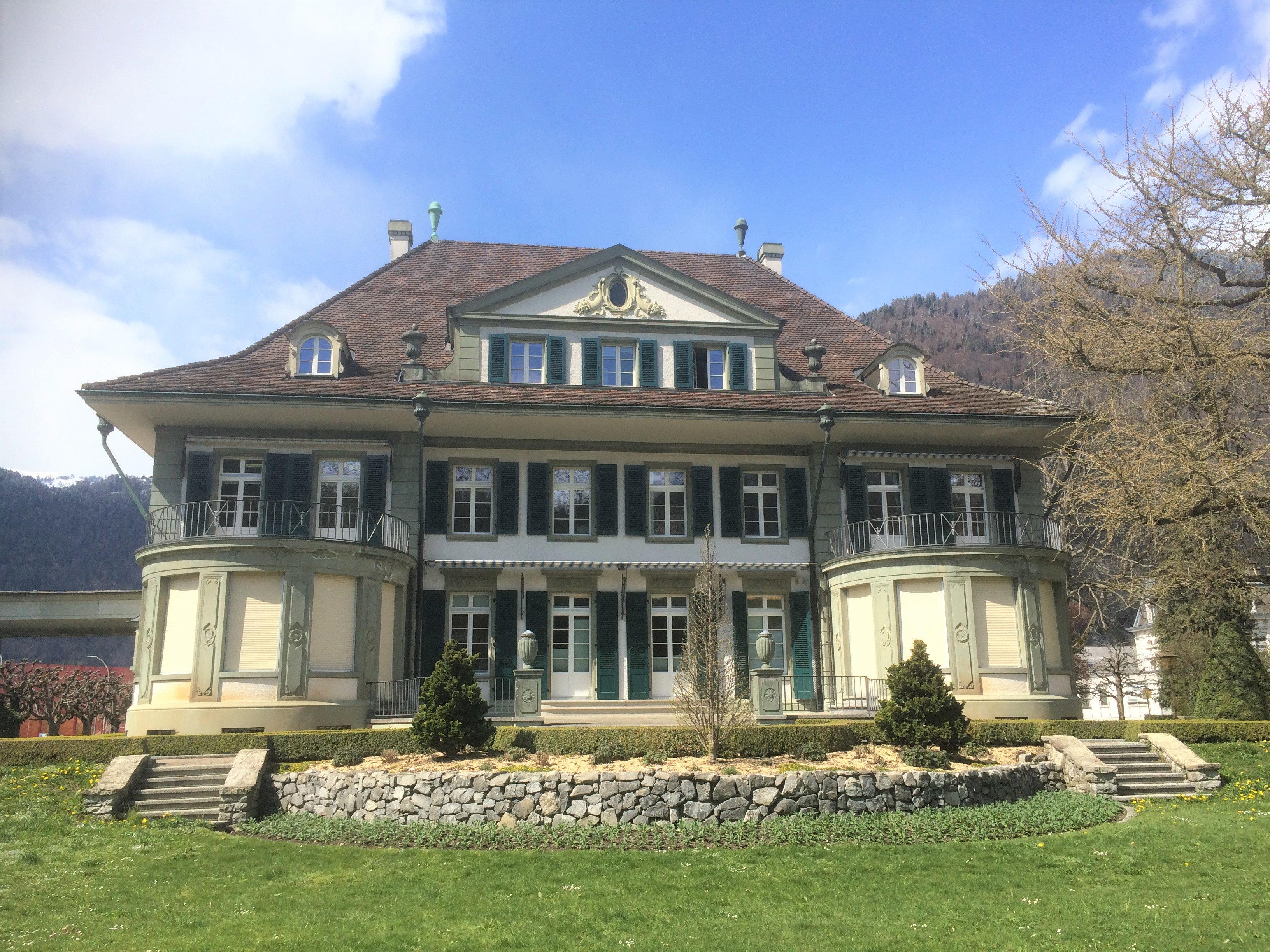
Villa Cranz, Armeehauptquartier, Interlaken

Der Sitz des Oberbefehlshabers der Schweizer Armee befand sich von 1941 bis 1944 in der Villa Cranz ⊙, der heutigen Gemeindeverwaltung, in Interlaken. In der nahegelegenen Wagnerenschlucht wurde für den General ein Schutzraum, der Stollen Möösli, gebaut.⊙ Das Territorialbataillon 195 (Ter Bat 195) stellte von 1939 bis 1945 als «Generalsbataillon» die Bewachung und die Ordonnanzen für das Armeehauptquartier (AHQ) sowie das Hauptquartier (HQ) des Generals sicher.

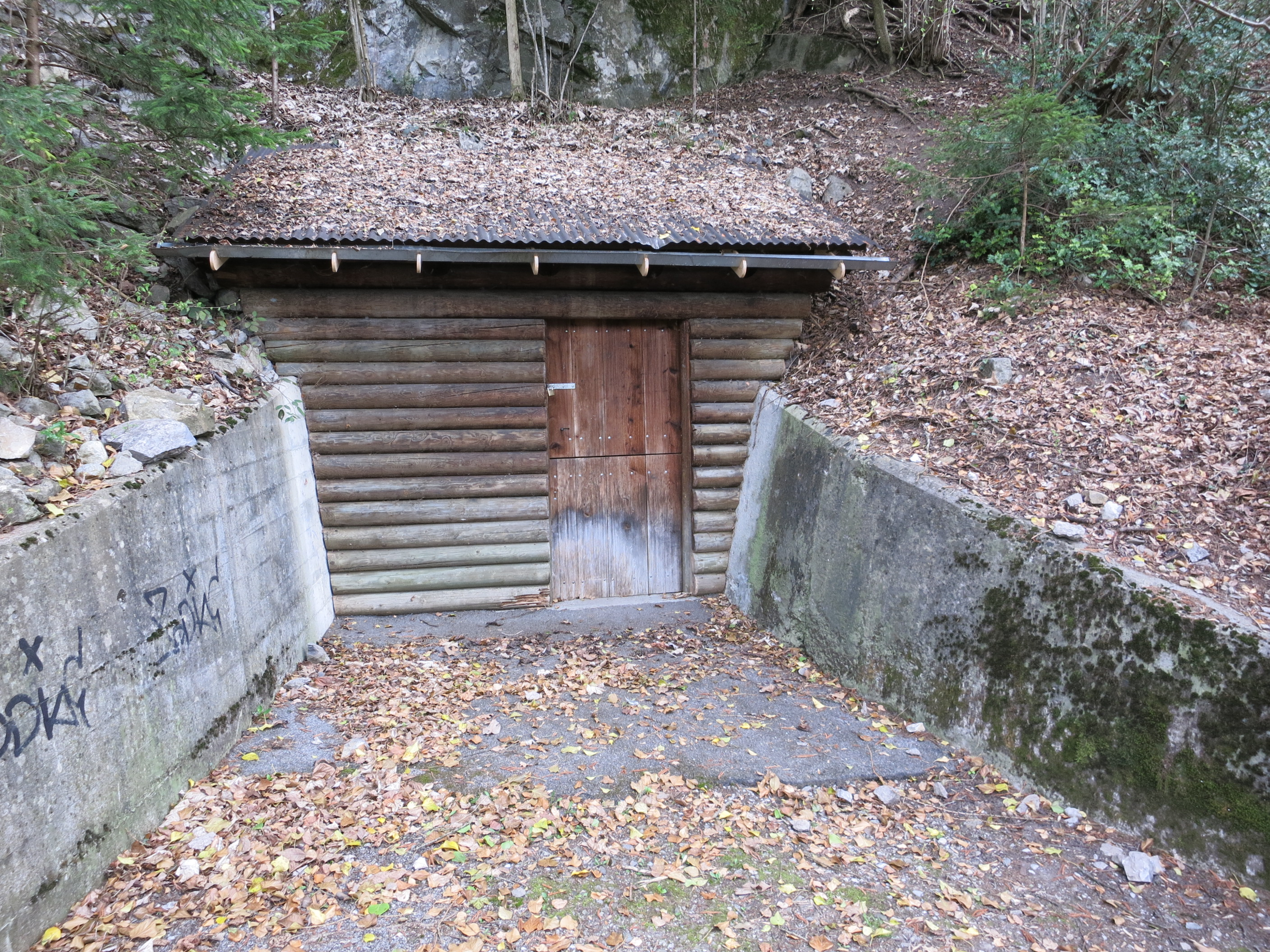
KP Übermittlungsregiment 1, Goldey

Auf dem Bödeli befanden sich weitere Kommandoposten wie der ehemalige Kommandoposten des Übermittlungsregimentes 1, KP Goldey A 1865, Unterseen ⊙ und der Kommandoposten des Infanterieregiments 80 (Atomschutzunterstand F 16222 ASU Ried, erbaut in den 1980er Jahren) in Wilderswil ⊙ sowie der Reduitflugplatz Interlaken.
Weitere Kommandoanlagen befanden sich in der Umgebung:
- Kommandoanlage Ried K1 ⊙
- Kommandoanlage Oberburg K2 ⊙
- Kommandoanlage Harnischhut K3, nicht fertig gebaut, da ausserhalb des Reduit ⊙
- Kleiner Rugen K4 Süd A 1858, Kommando-Auswertezentrale des Flieger-Beobachtungs- und Meldedienstes FlBMD ⊙
- Kleiner Rugen K4 Nord A 1858, Armeehauptquartier

## Museen und Führungen
Die Interessengemeinschaft Bödeli-Werke wurde 2012 mit dem Ziel gegründet wichtige militärische Anlagen auf dem Bödeli als historische Zeitzeugen für die Nachwelt zu erhalten und der Öffentlichkeit zugänglich zu machen. Sie konnte das Artilleriewerk Kammfluh, den Kommandoposten Goldey in Unterseen und den Kommandoposten Ried in Wilderswil erwerben.
Besichtigungen mit Führung der Anlagen Kammfluh und Goldey sind gemäss Website der IG nach Voranmeldung möglich. Damit die Bedeutung des Festungswachtkorps nicht in Vergessenheit gerät, hat der Verein IG Bödeli-Werke im ehemaligen Kommandoposten Goldey in Unterseen 2017 ein kleines Museum eingerichtet.